# Hanhart
Hanhart es una empresa relojera de la región suiza de habla alemana, fundada por Johann A. Hanhart en Diessenhofen (Cantón de Turgovia), Suiza, en 1882. Su gama de productos comprende cronógrafos, distintos estilos de relojes de pulsera y cronómetros.

## Historia

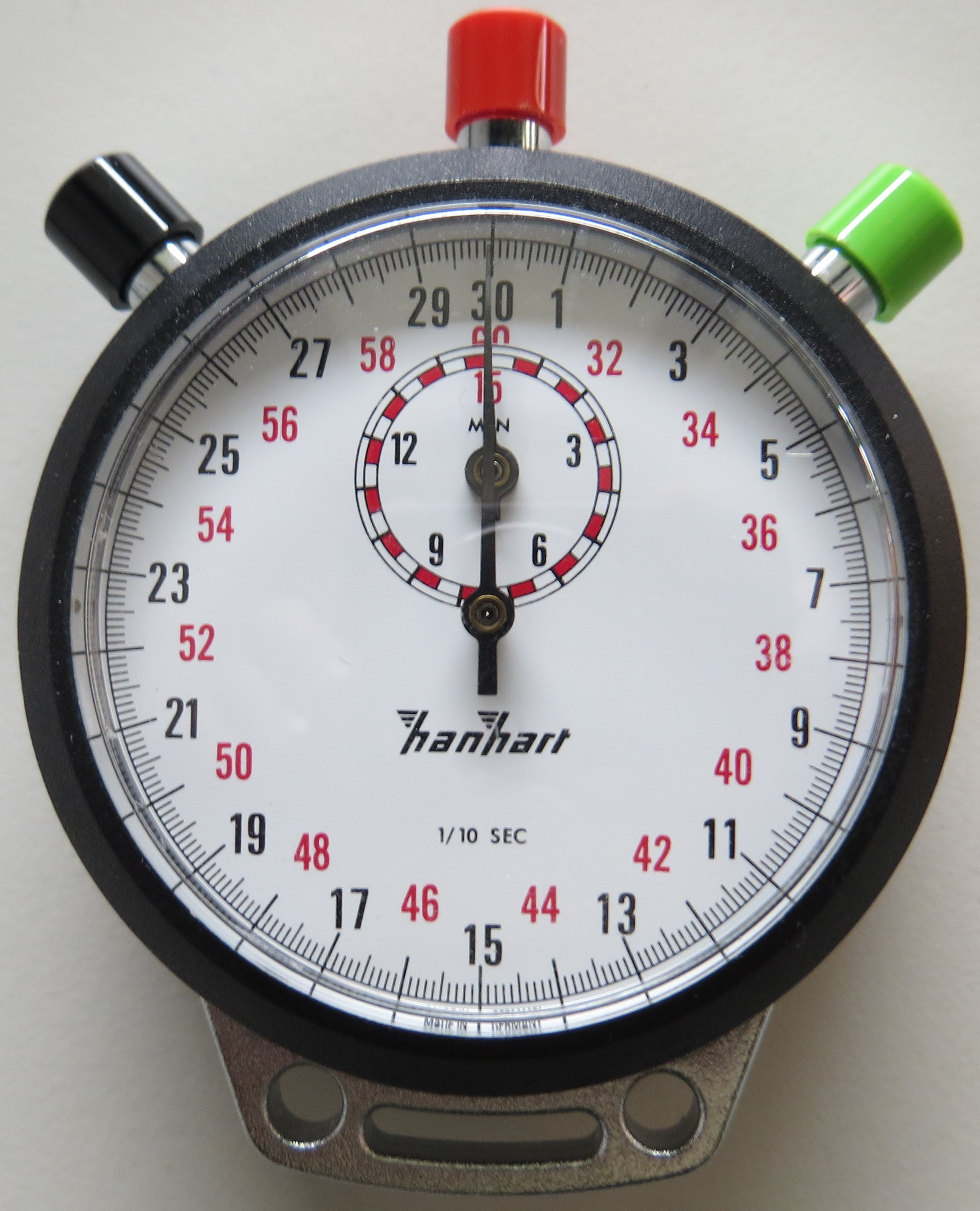
Cronómetro mecánico Hanhart

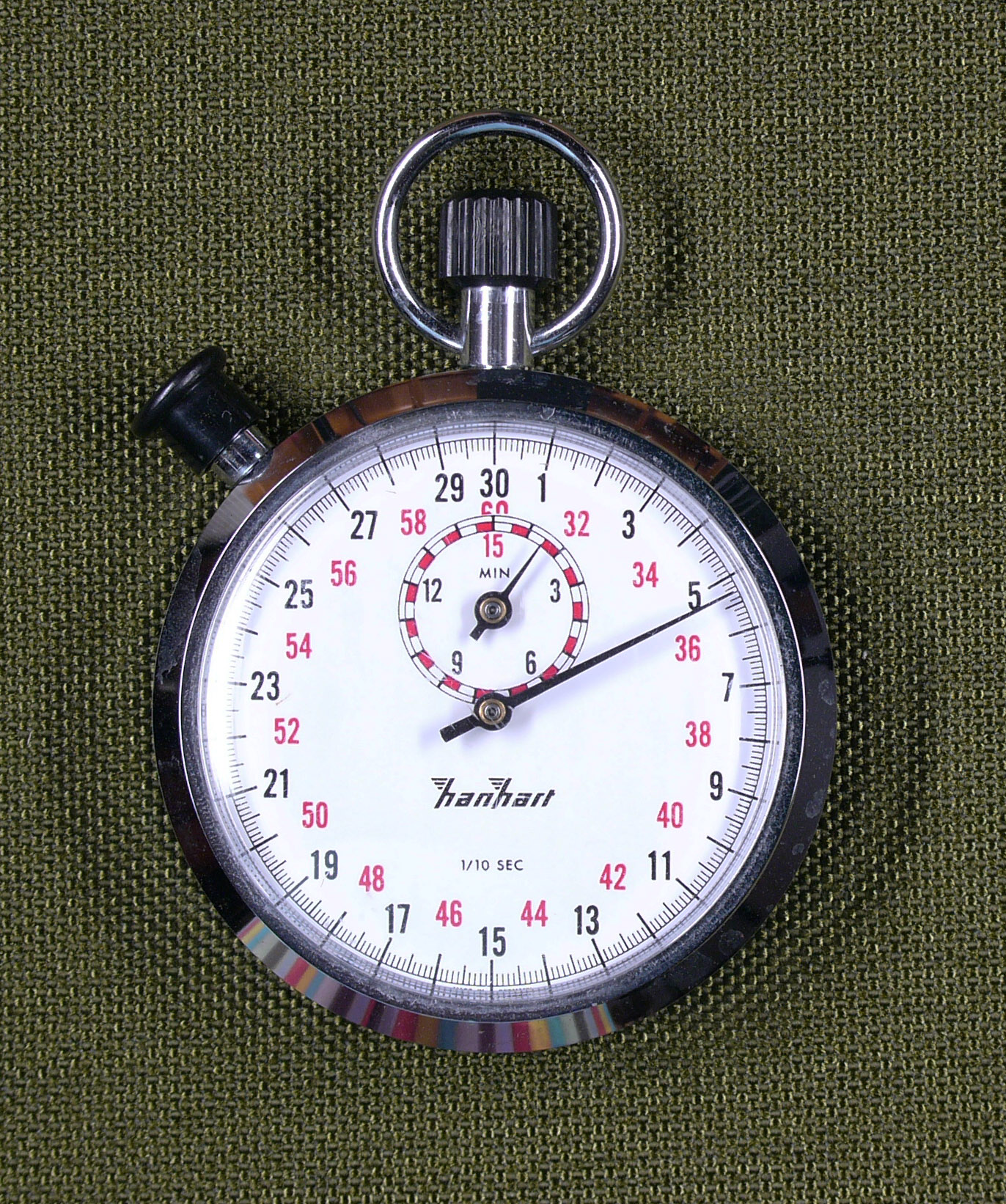
Otro cronómetro mecánico Hanhart

El 1 de julio de 1882, el relojero suizo Johann A. Hanhart abrió una relojería en Diessenhofen, al noreste de Suiza. En 1902, trasladó su negocio a Schwenningen, al sur de Alemania. En 1924, Hanhart lanzó su primer cronómetro y, poco después, la gama de productos se amplió para incluir relojes de bolsillo y de pulsera.
En 1932 murió Johann Adolf Hanhart. Tras el fallecimiento de su padre, Wilhelm Julius Hanhart se concentró en la fabricación de movimientos en bruto. La reorientación de la empresa en el mismo año, que se centró en abandonar su negocio minorista, fue un éxito, pasando de los 30 empleados a los 200 siete años después. En 1934 se construyó una ampliación de la manufactura en Gütenbach, en la Selva Negra, que se ha conservado desde entonces. En 1938, se inició la producción en serie del primer cronógrafo de un solo botón con el "Calibre 40", seguido de los cronógrafos de aviador en 1939. Su fiel réplica es ahora muy popular entre los entusiastas de los relojes bajo el nombre de "Pioneer Mk I". El cronógrafo de pulsador, introducido en 1939, se entregó al Kriegsmarine y, especialmente, a la Luftwaffe. Gracias a su fiabilidad y precisión, fue tan popular entre los pilotos durante la Segunda Guerra Mundial como los relojes de la marca Tutima del fabricante de Glashütte UFAG (Uhrenfabrik A.G. Glashütte). Además de estos cronógrafos de piloto, alrededor de 1940 comenzó la producción del modelo de dos pulsadores "Calibre 41". Los relojes de piloto se convirtieron en el principal producto del fabricante en ese momento, que también produjo cronógrafos de bolsillo para la artillería naval. En aquella época, la firma fabricó, entre otros, ocho cronómetros diferentes. Con el llamado "oscilador superrápido" fue posible medir 1/100 de segundo con un cronómetro mecánico. Sin embargo, la producción de relojes tuvo que limitarse hasta el final de la guerra en favor de la producción de espoletas mecánicas temporizadas para los torpedos.
Tras el final de la guerra, la producción de relojes de piloto comenzó de nuevo en 1948. Willy Hanhart, que se había trasladado a Suiza durante el período de la desnazificación en Alemania, regresó a Baden-Wurtemberg. Al mismo tiempo, se desarrolló un cronógrafo específicamente para médicos y oficiales. Hanhart trabajó inicialmente para la Fuerza Aérea Francesa y, a partir de 1955, con ligeras modificaciones, también para la restablecida Fuerza Aérea Alemana. El la marina de la República Federal Alemana también se suministró con sus relojes de precisión. En aquel momento, Hanhart era el único proveedor de relojes de la joven Bundeswehr. Al mismo tiempo, la división de cronómetros se convirtió en líder del mercado en Europa en la década de 1950, y las ventas de relojes de precisión se expandieron para incluir otras fuerzas aéreas de Europa occidental. Los relojes de aviador y los cronógrafos para oficiales de Estado Mayor y médicos de la Bundeswehr se fabricaron hasta 1962. El fin de la producción militar fue seguido rápidamente por el fin del negocio de relojes de pulsera de Hanhart. La ampliación de la gama de cronómetros continuó con la pérdida parcial de pedidos de la Bundeswehr en la década de 1960. Ya en 1962, Hanhart era líder del mercado de cronómetros mecánicos.
A partir de la década de 1970, los relojes electrónicos reemplazaron a los movimientos mecánicos. Otro ámbito de trabajo fueron los relojes de cuarzo y los despertadores. Cuando Japón inundó el mercado con productos baratos en la década de 1980, durante los años conocidos como la crisis del cuarzo, los productos de calidad fabricados en Occidente pasaron a un segundo plano. A pesar de estas difíciles condiciones, Hanhart ganó en 1985 el Premio de Diseño iF, un reconocimiento al buen diseño industrial. Pero el negocio continuó decayendo, y en 1992 tuvo que ser vendida la empresa familiar.
Klaus Eble, yerno de Willy Hanhart, consiguió sacar la marca de la crisis con una política corporativa coherente y concentrándose en su negocio principal: la producción de relojes de alta calidad. En 1997 se lanzó una nueva edición del reloj de pulsera de 1939, que sigue siendo popular entre expertos y coleccionistas. Hanhart también ofrece réplicas de su cronógrafo de un solo pulsador. Los relojes de pulsera fabricados según los modelos antiguos tienen un bisel giratorio. El pulsador está muy separado de la corona, y para evitar un reinicio accidental, es de color rojo. También en el año 1997 se fusionaron la administración y la producción en Gütenbach.
Hanhart se convirtió en uno de los últimos fabricantes de relojes que produce cronómetros de alta calidad. Cada año salen de los talleres de Gütenbach alrededor de 150.000 cronómetros electrónicos y 25.000 mecánicos. Los relojes se utilizan en rallies automovilísticos, competiciones deportivas, tecnología de laboratorio (investigación en fotografía) y para registrar las horas de trabajo. Si es necesario, la firma también entrega sus productos con certificado de calibración. La distribución se realiza en todo el mundo a través de joyerías autorizadas, minoristas industriales y deportivos y a través de los propios portales de Internet de la empresa.

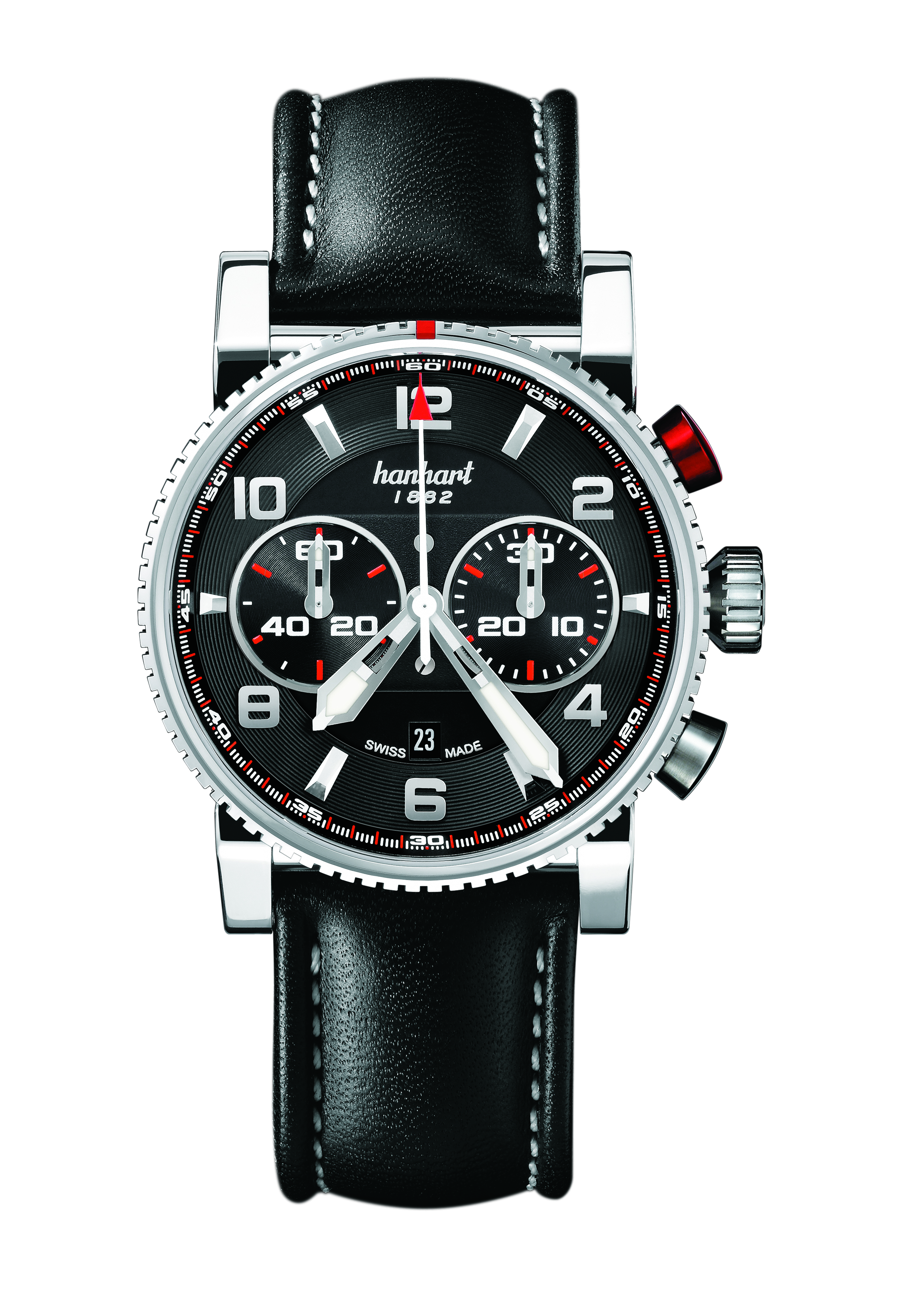
Modelo Hanhart Primus Racer

En 2008, Hanhart AG inició sus operaciones en Suiza con su sede central en su ubicación original en Diessenhofen (cantón de Turgovia). En la feria de relojería y joyería «Baselworld 2009» se presentó una colección basada en la artesanía relojera tradicional, que incorporaba técnicas de fabricación suizo-alemanas de alta calidad. El nombre de esta colección de cronógrafos es "Primus", en honor al exitoso modelo lanzado en 1938. La nueva colección de relojes conservó la antigua marca de identificación: el pulsador rojo. La colección de estos cronógrafos de alta calidad incluye los temas Laire, Tierra y Agua (Pilot, Racer, Diver) y está disponible en acero, con revestimiento ADLC negro y en oro rosa de 18k, según el modelo.
La colección "Pioneer" reúne los clásicos de Hanhart, que se basan en los históricos cronógrafos de piloto Hanhart de la década de 1930. Contiene los siguientes modelos: Pioneer Mk I, Pioneer Mk II y Pioneer TachyTele. En Baselworld 2011, Hanhart presentó los modelos Pioneer MonoControl, Pioneer TwinControl y, como modelo superior, el Pioneer TwinDicator de esta colección.
En 2012, Hanhart celebró su 130 aniversario y, con motivo de Baselworld, presentó un modelo especial limitado a 2 x 130 piezas, el "Pioneer Stealth 1882". En septiembre de 2012, la firma lanzó la colección "Pioneer Racemaster", que incorpora atributos de automóviles de carreras clásicos como elementos de diseño.
En 2014, Hanhart AG fue vendida a un inversor y, con ello, indirectamente también la mayoría de A. Hanhart GmbH & Co. KG en Gütenbach. Como parte de este cambio de propiedad, el negocio de cronógrafos se transfirió íntegramente a KG en Alemania. Tras declararse en concurso de acreedores en 2014, el negocio de relojes seguirá estando a cargo de la recién fundada Hanhart 1882 GmbH.
Sin embargo, los cronómetros y cronógrafos se siguieron fabricando y produciendo en la planta de Gütenbach hasta finales de 2015, por lo que legalmente solo se consideraban empresas separadas. A principios de 2016, Stoppuhren KG fue adquirida por Hanhart 1882 GmbH. Desde entonces, las divisiones de cronógrafos y cronómetros se gestionan conjuntamente bajo la empresa Hanhart 1882 GmbH.
En la actualidad, Hanhart produce sus relojes de pulsera y cronómetros en sus talleres de Gütenbach, en el sur de Alemania. La sede social de la marca se encuentra en Diessenhofen, Suiza.

## Lectura adicional
- Schmid, Hans Heinrich: Lexikon der Deutschen Uhrenindustrie 1850 - 1980. Villingen-Schwenningen: Förderkreis Lebendiges Uhrenindustriemuseum e.V., 2005, ISBN 3-927987-91-3. (Alemán)

- Datos: Q688159
- Multimedia: Hanhart / Q688159